# Moresnet Neutral
|  | Per a altres significats, vegeu «Moresnet (desambiguació)». |

Moresnet Neutral (francès: Moresnet neutre; alemany: Neutral-Moresnet) fou un micro-estat europeu d'uns 3,5 km² que existí des del 1816 fins al 1919 entre Prússia i el Regne Unit dels Països Baixos, que no aconseguien posar-se d'acord sobre la pertinença del territori. Aleshores decidiren convertir-lo en un territori neutral on la sobirania era compartida. L'antic condomini és situat prop de 7 km al sud-oest de la ciutat d'Aquisgrà.

## Història
Durant el Congrés de Viena de 1815 el mapa europeu fou significativament redibuixat per a adaptar-lo a la nova balança dels poders de l'època. Una d'aquestes fronteres fou la que hi havia entre el nou Regne Unit dels Països Baixos i Prússia. Ambdues parts estaven d'acord sobre la majoria de la frontera comú, ja que coincidien amb delimitacions anteriors, però hi hagué un problema prop de Moresnet. Entre les viles de Moresnet i Neu-Moresnet es trobà la valuosa mina de zinc de Vieille Montagne (Altenberg, en alemany). Ambdós països es disputaven la inclusió d'aquests recursos al seu territori i el 1816 arribaren a una solució: la vila de Moresnet es convertiria en territori neerlandès, Neu-Moresnet passaria a ser part de Prússia, i tant la mina com les 50 cases al voltant de la vila de Kelmis passaria a ser territori neutral, amb una administració conjunta a l'àrea establerta pels dos països.

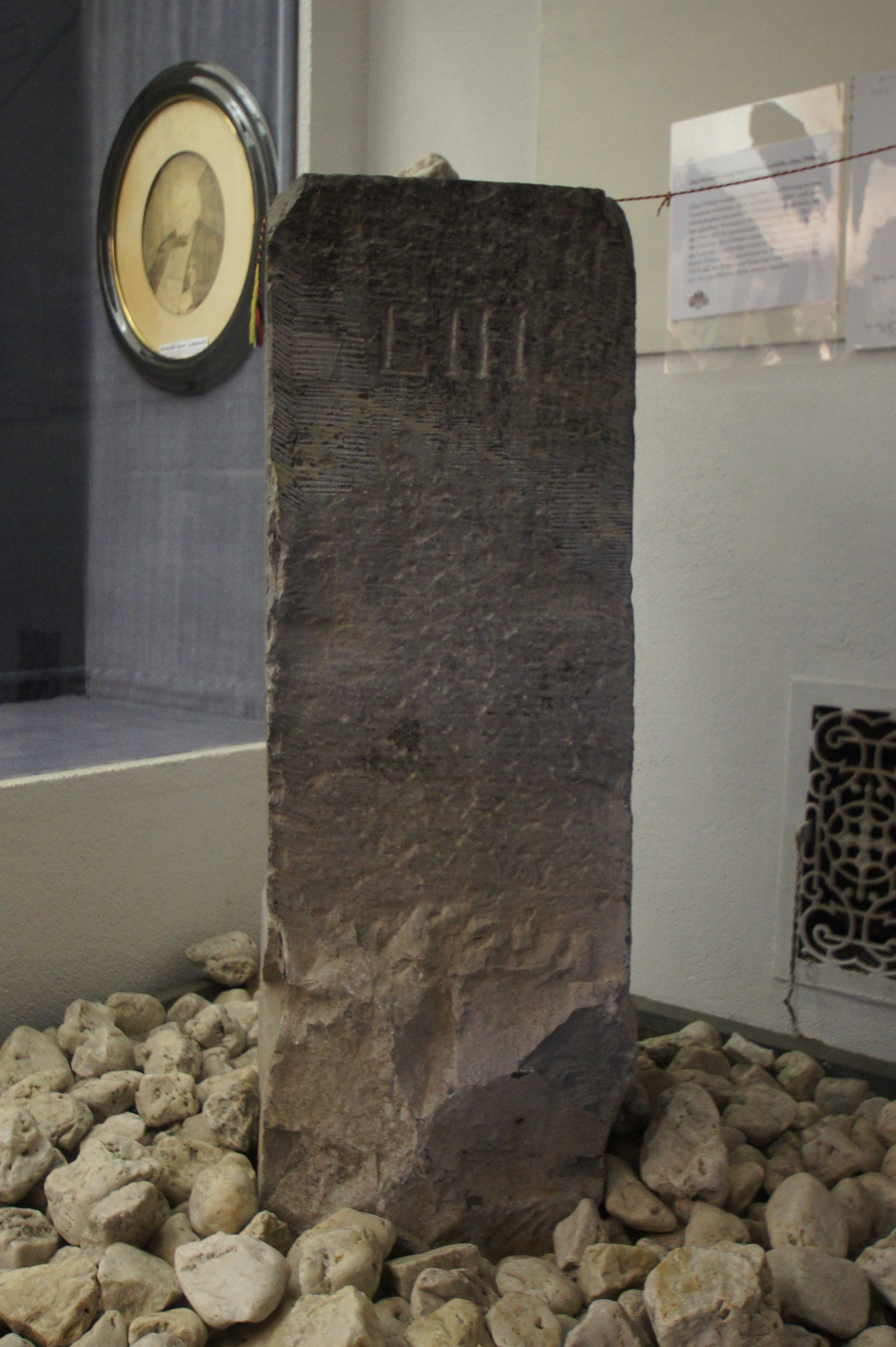
Antiga fita n° LIII, actualment al museu Göhltalmuseum a Neu-Moresnet

El nou territori tingué una forma més o menys triangular on la base era la carretera principal des d'Aquisgrà cap a Lieja. La mina es trobava justament al nord d'aquesta carretera. A cada costat dues línies rectes s'enfilaven cap al nord acostant-se fins a coincidir a Vaalserberg. El 1830 el territori fronterer de la part neerlandesa va passar sota control belga i, aleshores, els belgues van adquirir els drets i compromisos d'administrador conjunt, si bé els neerlandesos mai no van cedir oficialment el control sobre Neutral Moresnet. Al principi el territori fou governat per dos comissaris reials, un per cada país veí, però més endavant Neutral Moresnet va obtenir més autogovern quan es va stablir un burgmestre designat pels comissionats (amb rang de cap d'estat) i un ajuntament de deu membres.

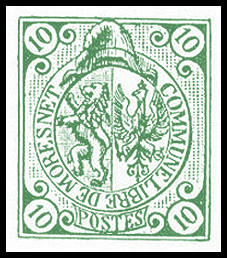
Segell de Moresnet

L'activitat a Moresnet Neutral estava caracteritzada per les mines de zinc com a principal font d'ocupació laboral, la qual atreia força treballadors dels països veïns que feien augmentar la xifra de població «neutral» inicial, si bé mai no va superar els 3000 habitants. En ser un territori neutral, tenien alguns guanys com ara imposts baixos, absència d'aranzels de les importacions provinents d'ambdós països veïns, i preus més baixos en comparació amb les zones frontereres. La majoria dels serveis públics eren compartits per Bèlgica i Prússia (de manera semblant a Andorra). La població neutral nascuda també tenia la possibilitat de triar en quin país complia el servei militar obligatori, i a quina jurisdicció volia pertànyer. No obstant això, com que no era considerat oficialment un estat, no els permetien tindre un exèrcit propi.
La frontera va traçar-se amb un regle a un mapa, sense tenir en compte la realitat del terra. La frontera passava pel mig de camps, boscs i cases, així que era molt difícil de ser controlada per l'únic duaner. El fet que cap estat podia aixecar drets duaners a les mercaderies importades va convertir la zona en un paradís per al contraban. El poble tenia quatre destil·leries legals i unes quantes d'il·legals que produïen molt més que per a les necessitats locals. L'excés passava la frontera en ampolles d'aigua mineral d'Altenberg. Com que cap dels poders podia legislar o acceptar que s'apliqués una nova llei del país veí, durant tota la seva existència va continuar vigent a l'enclavament el Codi Napoleònic tal com era el 1815. Sense tribunal propi, els plets es jutjaven a Aquisgrà o a Verviers.

## Decadència i desaparició

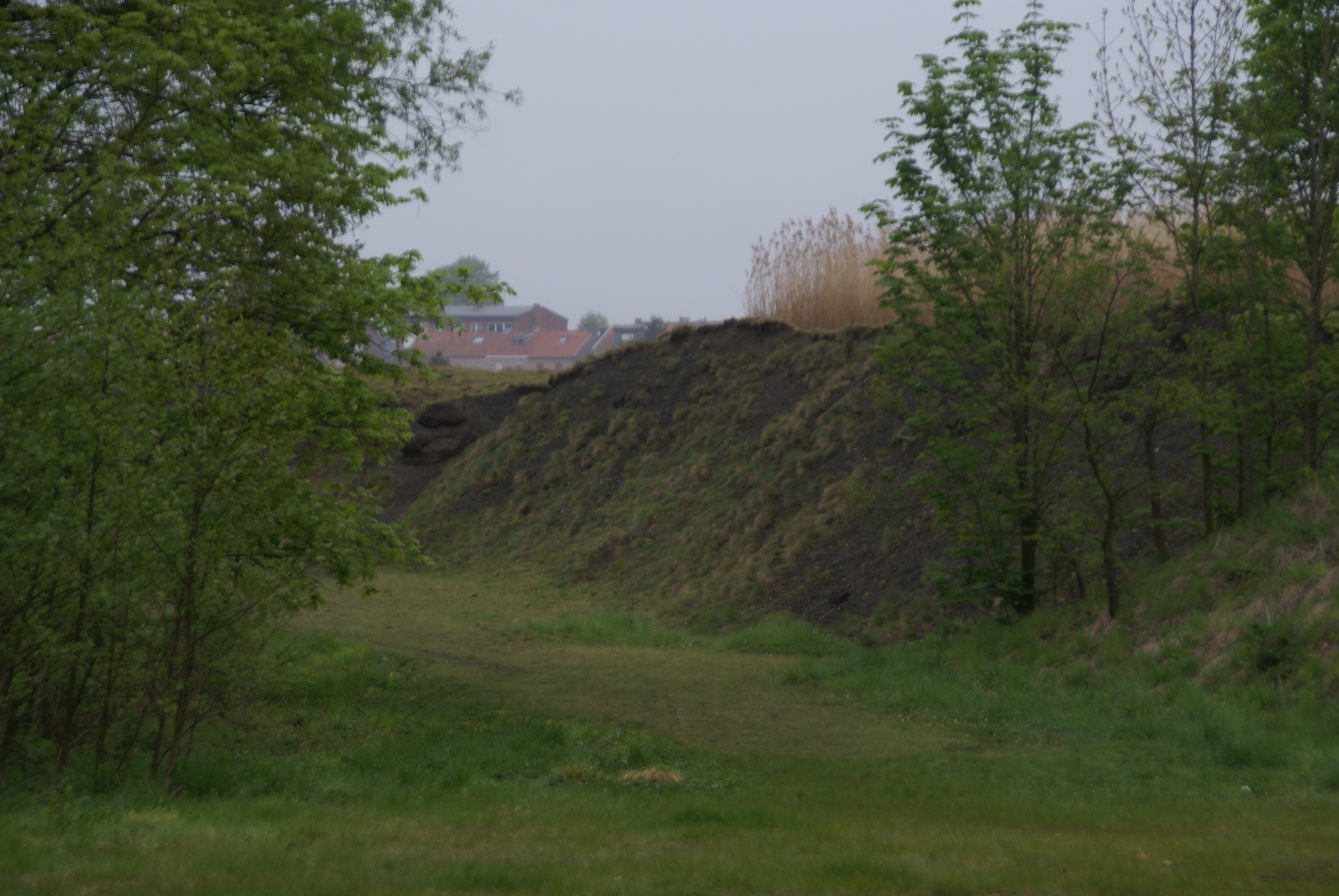
Munts d'escòries de l'antiga mina d'Altenberg
avui la reserva natural del Casinoweiher

Quan la mina fou sobre-explotada, el 1885, sorgiren els dubtes sobre la supervivència de Moresnet Neutral. La indústria destil·latòria no compensava els llocs de treball perduts a la mina. Es proposaven algunes idees per a establir una entitat més independent, algunes de les quals eren un casino i un servei postal amb segells propis, encara que aquesta iniciativa fou rebutjada pel govern local. La iniciativa més important fou de Wilhelm Molly un metge, que va proposar que Moresnet es convertirà en el primer país esperantista, denominat Amikejo («Espai per a l'amistat»). Fins i tot va proposar un himne en esperanto amb el mateix nom. No contrastant, ni Bèlgica ni Prússia renunciaren a les seues inicials pretensions territorials i, a començaments de l'any 1900, Prússia va adquirir una postura especialment agressiva pel territori, i fou acusada de sabotatge i d'entrebancar el procés administratiu per a forçar les negociacions. El 1914, durant la Primera Guerra Mundial, Alemanya va envair Bèlgica i annexionar Moresnet el 1915. Des d'aleshores, ja no fou considerat com a neutral.
Després de la guerra, el Tractat de Versalles del 1919 va tancar definitivament l'estat de neutralitat temporal vigent des de feia cent anys, i es va decidir que Moresnet Neutral passaria a ser part de Bèlgica. Va esdevenir un municipi que va prendre el nom de Kelmis. Alemanya, al cap de poc temps, va tornar a annexionar-se'n l'àrea, durant la Segona Guerra Mundial, però va retornar a Bèlgica el 1944. Des del 1970, el territori forma part de la Comunitat Germanòfona de Bèlgica. El 1975, els municipis de Neu-Moresnet i Hergenrath es van fusionar amb Kelmis.